# Danh sách tính năng bị loại bỏ trên Windows 10
Windows 10 thực sự đã mang lại nhiều cải tiến và một loạt các tính năng mới cho người dùng. Tuy nhiên, ở hệ điều hành này, một số tính năng ở bản tiền nhiệm đã bị loại bỏ.
Windows Media Center bị ngưng và được gỡ cài đặt khi nâng cấp từ phiên bản trước của Windows. Các bản cài đặt Windows được nâng cấp với Media Center sẽ nhận được Windows DVD Player miễn phí trong một khoảng thời gian giới hạn, nhưng không xác định. Trước đó, Microsoft đã hạ xuống Media Center và hỗ trợ phát lại DVD tích hợp cho phần mở rộng trả phí trên Windows 8, lý do nằm ở chi phí cấp phép cho các yêu cầu về phát minh DVD liên quan và số lượng thiết bị máy tính không có ổ quang càng ngày càng lớn.
Thành phần tích hợp sẵn của OneDrive (được giới thiệu trong Windows 8.1) không còn hỗ trợ khả năng giữ chỗ offline cho các file chỉ-online trong Windows 10. Tính năng này được bổ sung lại trong Windows 10 version 1709 dưới cái tên "OneDrive Files On-Demand ".
Người dùng không còn có thể đồng bộ hóa bố cục của Start menu trên tất cả các thiết bị được kết hợp với tài khoản Microsoft. Nhà phát triển của Microsoft đã giải thích cho sự thay đổi này là người dùng có thể có các ứng dụng khác nhau mà họ muốn sử dụng trên mỗi thiết bị riêng biệt, và những ứng dụng này không nhất thiết phải là giống nhau hoàn toàn trên tất cả các thiết bị. Khả năng tự động cài đặt ứng dụng Windows Store trên tất cả các thiết bị được kết hợp với một tài khoản cũng đã bị vô hiệu hóa.
Các trình duyệt Web không còn có thể tự thiết lập được các cài đặt mặc định của người dùng mà không có sự can thiệp của họ. Việc thay đổi trình duyệt web mặc định phải được thực hiện theo cách thủ công bởi người dùng từ trang 'Default apps' trong ứng dụng Settings, và lý do của Microsoft là để ngăn chặn việc chiếm quyền điều khiển trình duyệt.
Tính năng Parental Controls không còn hỗ trợ các trình duyệt khác ngoài Internet Explorer và Edge, ngoài ra khả năng kiểm soát duyệt web bằng danh sách trắng đã bị xóa. Tính năng kiểm soát tài khoản địa phương, và khả năng quét một máy cho các ứng dụng để cho phép và ngăn chặn cũng đồng thời bị loại bỏ.
Các ứng dụng Thực phẩm & Đồ uống, Sức khoẻ & Thể dục và Du lịch cũng đã bị ngưng hoạt động.
Trình điều khiển cho ổ đĩa mềm không còn được tích hợp và người dùng phải download một cách độc lập.
Mặc dù tất cả các phiên bản Windows 10 có sẵn các phông chữ cung cấp hỗ trợ cho một lượng lớn ngôn ngữ, một số phông chữ cho các ngôn ngữ Trung Đông và Đông Á (tiếng Ả Rập, Trung Quốc, tiếng Hindi, tiếng Nhật, tiếng Hàn...) không còn đi kèm trong bộ cài đặt tiêu chuẩn để giảm dung lượng của bộ cài đặt. Tuy nhiên, người dùng vẫn có thể kích hoạt các ngôn ngữ này nếu họ cần. Khi một phần mềm sử dụng các văn bản bằng các ngôn ngữ khác với những ngôn ngữ đã được kích hoạt trong hệ thống và không sử dụng các cơ chế sao lưu phông chữ của Windows, Windows sẽ hiển thị các ký tự không được hỗ trợ dưới dạng một hình chữ mặc định "không xác định", ô vuông hoặc hình chữ nhật, hoặc một ô vuông với dấu chấm, dấu hỏi hoặc "x" bên trong.
Windows Defender có thể được tích hợp vào trình đơn ngữ cảnh của File Explorer trong Windows 8.x, nhưng Microsoft đã loại bỏ khả năng đó kể từ Windows 10, và rồi sau đó lại khôi phục nó trong Windows 10 build 10571 theo yêu cầu của người dùng.
Việc kiểm soát người dùng qua Windows Updates đã được gỡ bỏ (ngoại trừ các phiên bản dành cho doanh nghiệp). Trong các phiên bản trước, người dùng có thể lựa chọn để các bản cập nhật được cài đặt tự động, hoặc được thông báo cập nhật khi họ muốn, hoặc không nhận thông báo. Ngoài ra họ có thể lựa chọn để cài đặt những bản cập nhật mà họ muốn. Người dùng Windows 10 Pro và Enterprise có thể được cấu hình bởi một quản trị viên để trì hoãn cập nhật, nhưng chỉ trong một khoảng thời gian giới hạn. Theo thỏa thuận cấp phép người dùng cuối của Windows, người dùng đồng ý cài đặt tự động tất cả các bản cập nhật, tính năng và trình điều khiển được cung cấp bởi dịch vụ, và để tự động loại bỏ hoặc thay đổi các tính năng đang được sửa đổi là không cần thiết; nó được ngầm định là "mà không có bất kỳ thông báo bổ sung (without any additional notice)".

## Các tính năng bị loại bỏ trong phiên bản 1607
Cortana không thể được ẩn hoàn toàn, vì nó đã trở thành trải nghiệm tìm kiếm mặc định trong shell của Windows cho tất cả người dùng (ở các phiên bản trước, người dùng sẽ trải nghiệm tính năng tìm kiếm mà không có Cortana nếu Cortana bị vô hiệu hóa). Cũng giống như các phiên bản trước đó, người dùng vẫn phải lựa chọn và quyết định cho phép phần mềm thực hiện việc thu thập và theo dõi dữ liệu để có thể kích hoạt đầy đủ các tính năng cá nhân của Cortana. Nếu các chức năng này không được kích hoạt, Cortana hoạt động ở chế độ giới hạn tính năng với chức năng cơ bản là tìm kiếm trên web và thiết bị, gần giống với trải nghiệm tìm kiếm không có Cortana trên các build trước đó.
Vào tháng 4 năm 2016, Microsoft tuyên bố sẽ không hỗ trợ việc tìm kiếm trên web của Cortana thông qua bất kỳ trình duyệt web và kết hợp công cụ tìm kiếm nào khác ngoại trừ Microsoft Edge và Bing, cố ý bỏ qua các thiết lập của người dùng. Microsoft tuyên bố rằng việc gian lận các thiết lập này (có thể thực hiện bằng phần mềm của bên thứ ba) dẫn đến "một trải nghiệm bị xâm nhập ít tin cậy hơn và có thể dự đoán được (compromised experience that is less reliable and predictable)" và chỉ có Microsoft Edge là được hỗ trợ tích hợp trực tiếp với Cortana trong chính trình duyệt.
Một số tính năng liên quan đến quảng cáo nhúng trong hệ điều hành không thể bị vô hiệu hóa trong các phiên bản không phải doanh nghiệp của Windows 10 bằng cách sử dụng các cài đặt quản lý như Group Policy, bao gồm việc vô hiệu hoá Windows Store và các ứng dụng Universal Windows Platform, "Microsoft consumer experiences", Windows Tips, tắt màn hình khóa (có thể tùy ý hiển thị quảng cáo như một phần của các "Spotlight") hoặc thực thi nền màn hình khóa cụ thể. Các nhà phê bình lập luận rằng sự thay đổi này nhằm ngăn cản Windows 10 Pro không được sử dụng trong môi trường kinh doanh.
Khả năng chia sẻ thông tin Wi-Fi với các địa chỉ liên hệ khác qua Wi-Fi Sense đã bị xóa. Tuy nhiên, mật khẩu Wi-Fi vẫn có thể được đồng bộ giữa các thiết bị gắn liền với cùng một tài khoản Microsoft.
Khả năng thay đổi âm thanh của Exit Windows, Windows Logoff và Windows Logon bị ẩn đi trong phiên bản 1607, mặc dù người dùng vẫn có thể kích hoạt các tính năng này bằng cách mở Windows Registry và đặt giá trị EventLabels là 0.

## Các tính năng bị loại bỏ trong phiên bản 1703 và 1709
Windows Update sẽ không còn hoãn việc tải xuống các bản cập nhật quan trọng nhất định nếu thiết bị được kết nối với các mạng dạng "metered". Mặc dù có mục đích là ngăn không cho các bản cập nhật sử dụng và phân bổ dữ liệu, hành vi này đã được sử dụng như một giải pháp tạm thời bởi người dùng để phản đối yêu cầu tất cả các bản cập nhật được tự động tải xuống.
Các thiết bị chạy trên hệ thống "Clover Trail" của Intel Atom không tương thích với phiên bản 1703 và không thể nâng cấp lên phiên bản Windows 10 này.
Server Message Block 1 (SMB1) bị vô hiệu hóa theo mặc định trong phiên bản 1709. Các phiên bản Home và Pro chỉ vô hiệu hóa SMB1 server, nhưng vẫn giữ lại SMB1 client, để họ có thể kết nối với các mạng chia sẻ SMB1. Ở phiên bản Enterprise and Education thì toàn bộ SMB1 đều bị vô hiệu hóa. Phiên bản của giao thức 30 năm tuổi này đã gây ra tai tiếng WannaCry, mặc dù Microsoft đã không khuyến khích sử dụng nó ngay cả trước thời điểm đó.
Dịch vụ Interactive Service Detection (được giới thiệu trong Windows Vista để chống lại các cuộc tấn công dạng shatter attack) được gỡ bỏ ở bản 1703. Syskey đã được gỡ bỏ vào bản 1709, và Microsoft đề nghị sử dụng Bitlocker để thay thế.